# Homoroade
Homoroade es una comuna ubicada en el distrito de Satu Mare, Rumania.

## Superficie
Posee una superficie de 105,6 kilómetros cuadrados.

## Demografía
Hasta 2021 la población era de 1959 habitantes, con una densidad de población de 18,54 habitantes por kilómetro cuadrado.